# Nuestra Señora del Rosario de Baruta (Venezuela)
Pour les articles homonymes, voir Baruta (homonymie).
Pour l’article homonyme, voir Nuestra Señora del Rosario de Baruta (paroisse civile).
Nuestra Señora del Rosario de Baruta est le chef-lieu de la municipalité de Baruta dans l'État de Miranda au Venezuela. En 1990, la population s'élève à 182 941 habitants.